# 貞觀格
《貞觀格》是日本于平安时代貞觀十一年 (869年）颁布的律令格式，《貞觀格》共十二卷，最后两卷是仿效了唐朝“開元留司格”的“临时格” 。
《貞觀格》由藤原良相奉旨编撰，藤原良相死后由藤原氏宗继续带头编撰。《貞觀格》继承《弘仁格》，选录从弘仁11年 (820年)至貞觀10年 (868年)间重要的圣旨和太政官符，按各省分类。《貞觀格》在编写时，没有包括《弘仁格》中已有，或已废除的内容。另外《貞觀格》还对于《弘仁格》中部分无用条文，以及修饰词句进行删减。目前《貞觀格》的原本已不存在，但其中许多内容都被收录在的《類聚三代格》和《政事要略》，因此可以窥见其一部分内容。